# Сливово (област Смолян)
Сливово е село в Южна България. То се намира в община Смолян, област Смолян.
Към 1934 г. селото има 84 жители. В днешно време няма постоянно население. Влиза в землището на село Широка лъка.